# 깊은 사랑
"깊은 사랑"은 한국에서 제작된 이세일 감독의 2012년 드라마, 멜로/로맨스 영화이다. 조지예 등이 주연으로 출연하였다.

## 출연

### 주연
- 조지예
- 허재호
- 성현아
- 강진석